# Ancien 3e arrondissement de Paris
Pour les articles homonymes, voir 3e arrondissement de Paris et 3e arrondissement.
On appelle ancien 3e arrondissement de Paris le troisième des douze arrondissements de Paris créés en 1795 et ayant existé jusqu'en 1860, année de l'agrandissement de Paris et de la réorganisation en vingt arrondissements, par la loi du 16 juin 1859.

## Délimitation
Le 3e arrondissement, d'une superficie de 127 ha, était composé de deux sections contiguës mais non continues, simplement jointes par leurs sommets. Il était délimité par les murs de la ville au nord (limite avec la commune de La Chapelle), le 5e arrondissement à l'est, le 4e au sud et le 2e à l'ouest :
- barrière Poissonnière (aussi nommée « barrière Sainte-Anne ») (voir no 32)
- chemin de ronde de la barrière La Chapelle (actuel boulevard de la Chapelle)
- barrière Saint-Denis (aussi nommée « barrière de la Chapelle »)
- faubourg Saint-Denis (jusqu'à la porte Saint-Denis)
- boulevard de Bonne-Nouvelle
  - point de jonction des deux parties de l'arrondissement à l'intersection des rue, faubourg et boulevard Poissonnière et du boulevard de Bonne-Nouvelle
- rue du Faubourg-Poissonnière
- rue Poissonnière
- rue du Petit-Carreau
- rue Montorgueil
- rue de la Fromagerie (voie dans le prolongement de la rue Montmartre, aujourd'hui disparue à l'emplacement du forum des Halles)
- rue de la Tonnellerie (voie aujourd'hui disparue correspondant à peu près à la partie sud de l'allée André-Breton du quartier des Halles)[4]
- rue Saint-Honoré
- rue du Four-Saint-Honoré (voie aujourd'hui disparue correspondant à l'actuelle rue Vauvilliers et son prolongement vers le nord)
- Rue Coquillière
- rue Croix-des-Petits-Champs
- place des Victoires
- rue de la Feuillade
- rue Neuve-des-Petits-Champs
- rue Vivienne
- rue des Filles-Saint-Thomas (partie aujourd'hui nommée place de la Bourse)

Plan des 12 arrondissements de Paris entre 1795 et 1849 avec les 48 quartiers

- rue Notre-Dame-des-Victoires
- rue Montmartre
- boulevard Poissonnière
  - point de jonction
- rue du Faubourg-Poissonnière

## Historique
Le 3e arrondissement, initialement nommé « troisième municipalité », est issu du regroupement de quatre des 48 sections créées en 1790 : Contrat-Social, Brutus, Guillaume-Tell (ou Mail) et Poissonnière.

## Quartiers
De 1811 à 1849
De 1811 à 1849, le 3e arrondissement était divisé en 4 quartiers :
1. quartier du Faubourg-Poissonnière[note 1]
2. quartier du Mail[note 2]
3. quartier Montmartre[note 3]
4. quartier Saint-Eustache[note 4]

De 1850 à 1860
De 1850 à 1860, le 3e arrondissement est divisé en quatre quartiers :

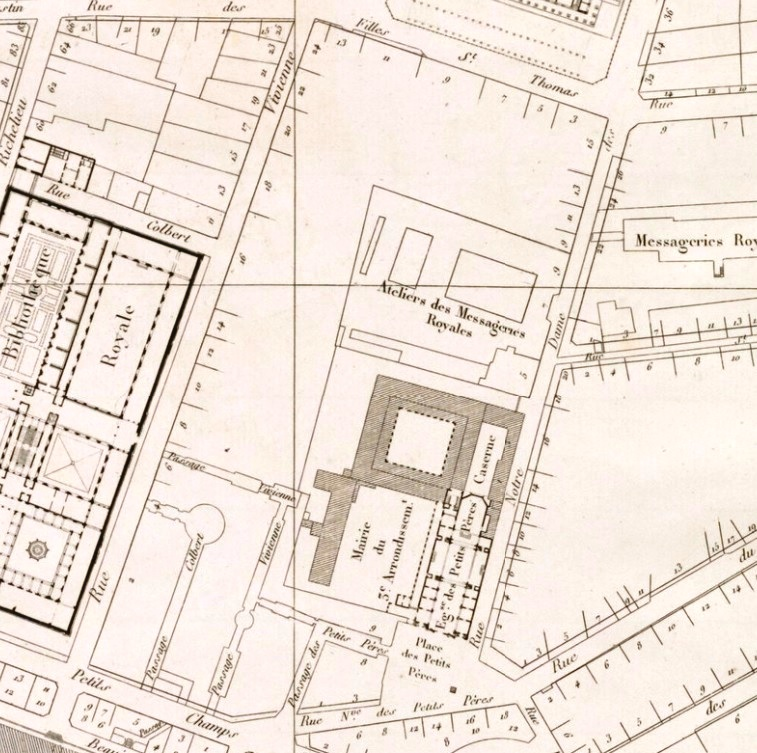
Plan extrait de l'atlas de Jacoubet, détail d'îlot montrant l'emprise de la mairie de l'ancien 3e arrondissement, avant le percement de la rue de la Banque entrepris à partir de 1844.

1. quartier Saint-Eustache
2. quartier Saint-Joseph
3. quartier d'Hauteville

## Administration
La mairie se situait dans une partie du couvent des Petits-Pères, supprimé à la Révolution et qui jouxtait l'église Notre-Dame-des-Victoires. Les bâtiments conventuels furent détruits en 1849 et la mairie fut construite par Baltard à l'emplacement d'autres dépendances de l'ancien couvent, au no 8 rue de la Banque, voie créée à la même époque
En 1860, l'édifice est devenu la mairie du 2e arrondissement, qu'il est toujours aujourd'hui.

### Maires du3earrondissement

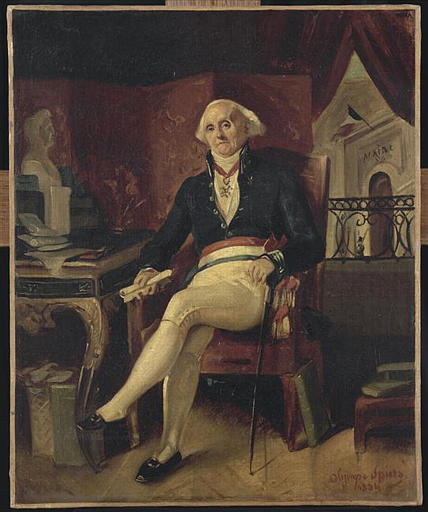
Portrait de Jean-Joseph Rousseau, maire du IIIe arrondissement de Paris (1748-1837).

| Période | Identité                                 |
| ------- | ---------------------------------------- |
| 1795    | Amédée Labadie-Paris                     |
| 1799    | Nicolas Veron                            |
| 1800    | Benjamin Delessert                       |
| 1800    | Charles-Martin Doyen,                    |
| 1804    | Jean-Joseph Rousseau,                    |
| 1813    | Jean-Rodolphe Quatrefages de la Roquette |
| 1816    | Alexandre-César Cretté de Palluel        |
| 1828    | Jean-Baptiste-Gervais Fournier           |
| 1830    | Jean-Joseph Rousseau,                    |
| 1837    | Barthélemy-Benoît Decan de Chatouville,  |
| 1848    | Louis Perrée                             |
| 1848    | Alexandre-Louis-François Hamelin (d)     |
| 1850    | Barthélemy-Benoît Decan de Chatouville   |

## Démographie
| 1793 | 1800   | 1806 | 1816   | 1821 | 1831   |
| ---- | ------ | ---- | ------ | ---- | ------ |
| -    | 34 707 | -    | 44 932 | -    | 49 833 |

| 1836   | 1841   | 1846   | 1851   | 1856   | - |
| ------ | ------ | ------ | ------ | ------ | - |
| 57 059 | 58 370 | 63 710 | 64 512 | 71 651 | - |

## Évolution

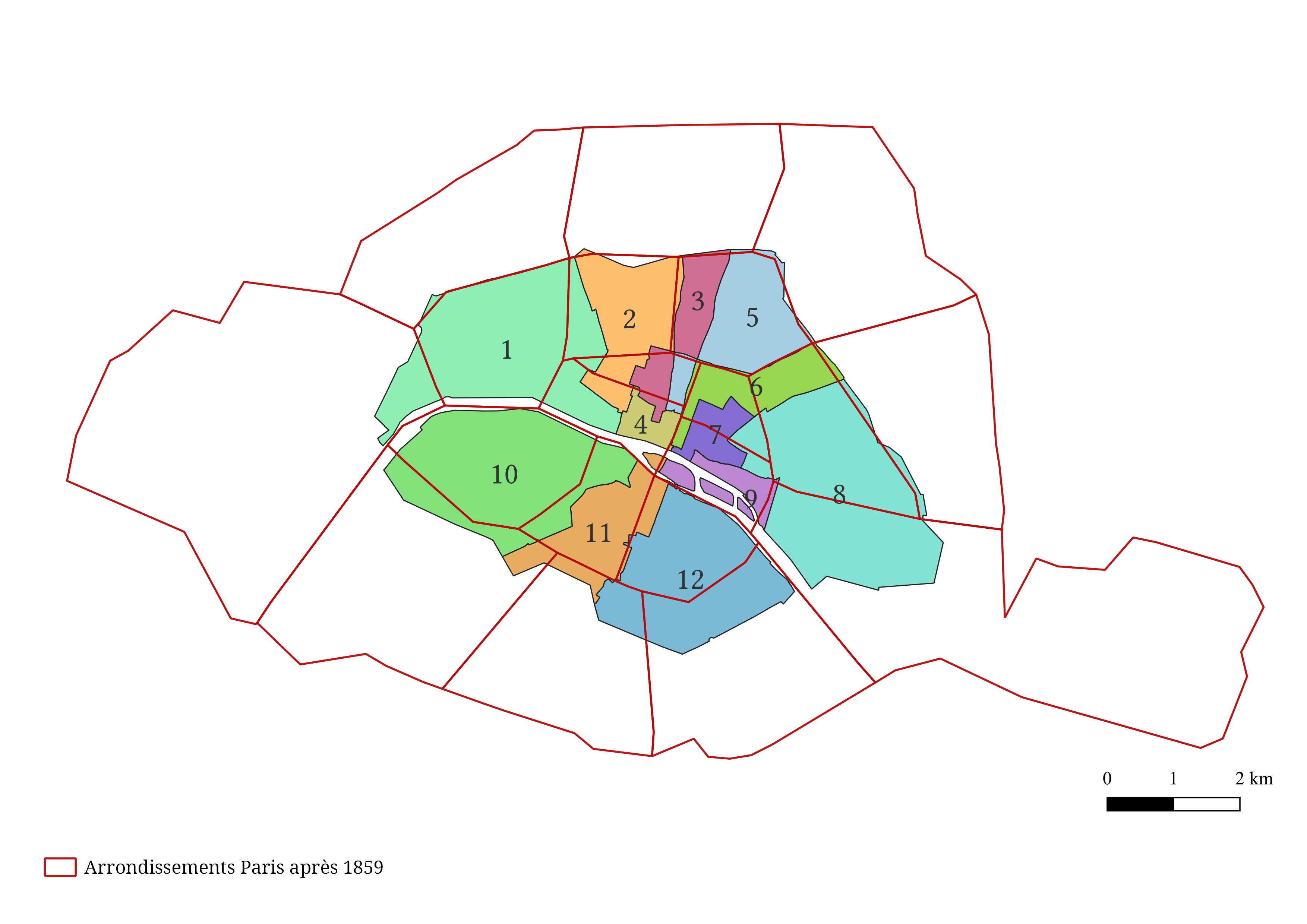
Superposition des anciens arrondissements avec les nouveaux d'après 1859 (en rouge).

En 1860, le troisième arrondissement ancien disparaît dans le cadre de l'agrandissement de Paris et de son découpage en vingt nouveaux arrondissements, en application de la loi du 16 juin 1859. Le quartier Saint-Eustache est intégré au nouveau 1er arrondissement, celui de Saint-Joseph (ex Mail et Montmartre) au 2e et celui d'Hauteville (ex Faubourg-Poissonnière) au 10e.